# حبرمون
حبرمون هي قرية لبنانية من قرى قضاء عاليه في محافظة جبل لبنان.